# Sullivan Heights (Antarktika)
Die Sullivan Heights sind eine dicht stehende Gruppe von Bergen im westantarktischen Ellsworthland. Sie ragen 18,5 km ostnordöstlich des Mount Tyree in der Sentinel Range des Ellsworthgebirges auf. Der Gebirgszug ist von grob elliptischer Form und erstreckt sich über eine Länge von 17,5 km. Zu den scharfgratigen Berggipfeln, schroffen Rücken und steil abfallenden Hängen zwischen dem Crosswell-, dem Ellen- und dem Dater-Gletscher gehören Mount Levack, Mount Farrell und Mount Segers.
Das Advisory Committee on Antarctic Names benannte den Gebirgszug 1997 nach dem US-amerikanischen Ozeanographen Cornelius Wayne Sullivan (* 1943), der für das United States Antarctic Program in den 1980er Jahren mehrere Forschungskampagnen im McMurdo-Sund und im Weddell-Meer leitete und von 1993 bis 1997 Vorsitzender des Polarprogramms der National Science Foundation war.